# Cariama huppé
Cariama cristata, Cariama
Genre
Espèce
Statut de conservation UICN

 LC  : Préoccupation mineure
Le Cariama huppé (Cariama cristata) est une espèce d'oiseaux, la seule du genre Cariama. Le mâle et la femelle sont d’aspect semblable. Ils se reconnaissent à leur huppe de fines plumes dressées sur la tête, leurs longues pattes rouges et à leur chant puissant, audible à plusieurs kilomètres à la ronde dans un milieu ouvert. Animaux terrestres, ils se nourrissent au sol en chassant insectes, lézards, serpents, ainsi que de graines et fruits.
Ils vivent dans les prairies sèches, les zones de broussailles, les régions d’élevage, d’Amérique du Sud (Brésil, Bolivie, Argentine et Uruguay).

## Étymologie et nomenclature

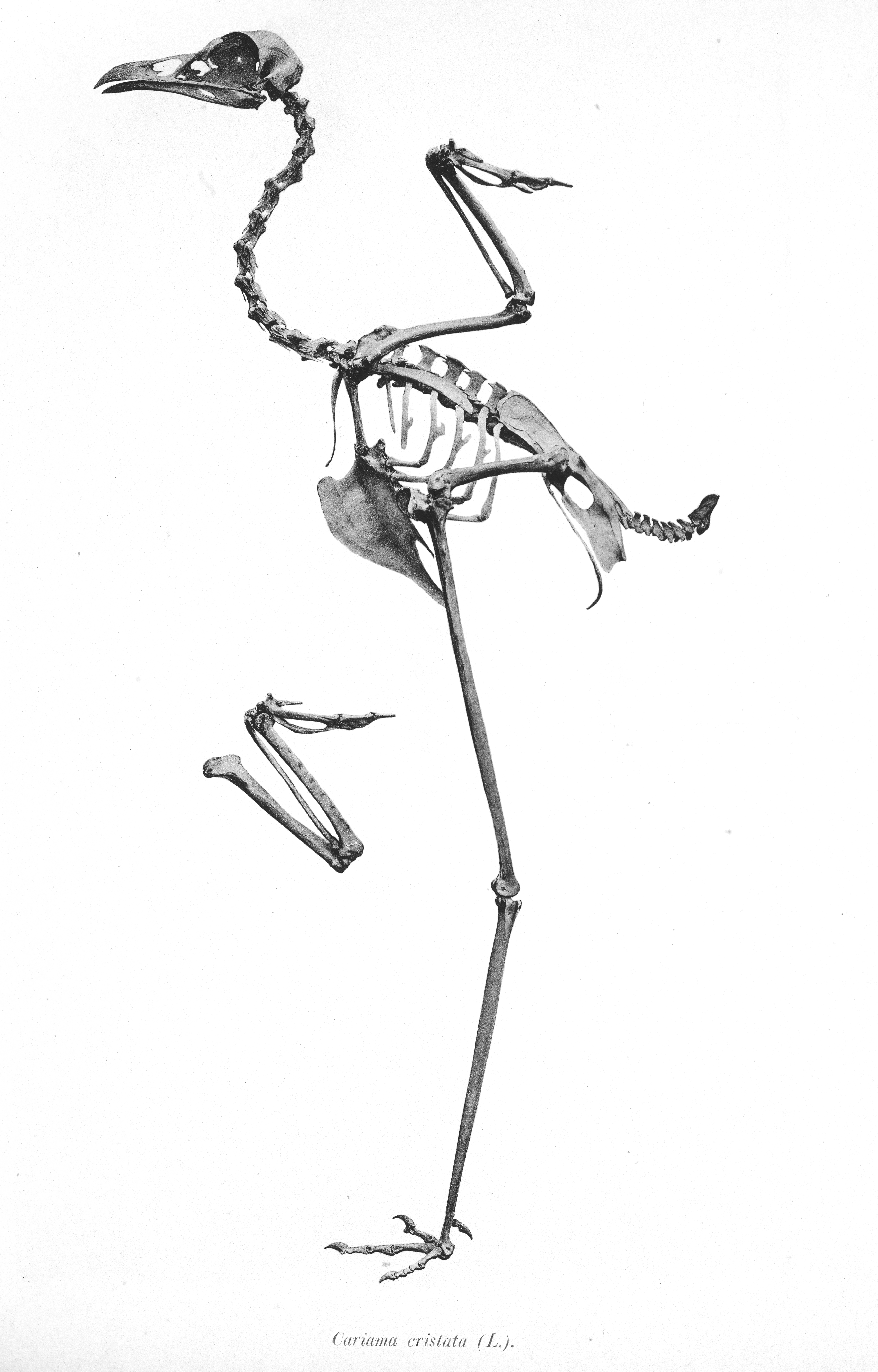
Squelette

### Étymologie
Le nom de genre Cariama est un emprunt probable par l’intermédiaire du portugais, à l’espagnol Cariama, lui-même emprunté au tupi siriema, sariama, çariama « muni d’une crête » La lecture erronée cariama est due au naturaliste allemand Georg Markgraf van Lebstad, dans son Historiae rerum naturalium Brasiliae, 1648 qui fut la première source d’information sur la faune du Brésil.
L’épithète spécifique cristatus est la forme fléchie du latin cristatus, a, um, « qui a une crête » (Gaffiot).

### Nomenclature
En 1760, le premier zoologiste à nommer l’espèce fut Brisson (1723-1806) qui créa le genre Cariama et nomma l’espèce Cariama cristata, dans Ornithologie Vol. V. Sa description précise commence ainsi : « Il est à peu près de la grandeur du Héron. Son bec est court : ses jambes & ses pieds sont fort longs, ainsi que ses doigts ; il faut cependant en excepter celui de derrière qui est court et placé plus haut que dans les Hérons etc. ».
Brisson gérait la collection d’oiseaux naturalisés du cabinet de curiosité de son oncle Réaumur qui avait entrepris de rassembler toutes les espèces d’oiseaux connues à l’époque, ce qui représentait environ 1 500 espèces. Dans son ouvrage Ornithologie, Brisson présente un système de classification des oiseaux qui sera utilisé pendant près de cent ans.
À l’époque, Carl Linné avait jeté les bases de la classification et de la nomenclature de la nature dans Systema naturae (1735) dans ses trois règnes animal, végétal et minéral. Mais en 1758, dans sa dixième édition, il n’avait toujours pas traité du Cariama huppé. Il faut attendre la 12e édition de Systema naturae en 1766, pour que Linné l'introduise et le renomme Palamedea cristata. Il cite Brisson mais ne garde pas le genre Cariama. Il le classe dans les Graillae (échassier).

## Description

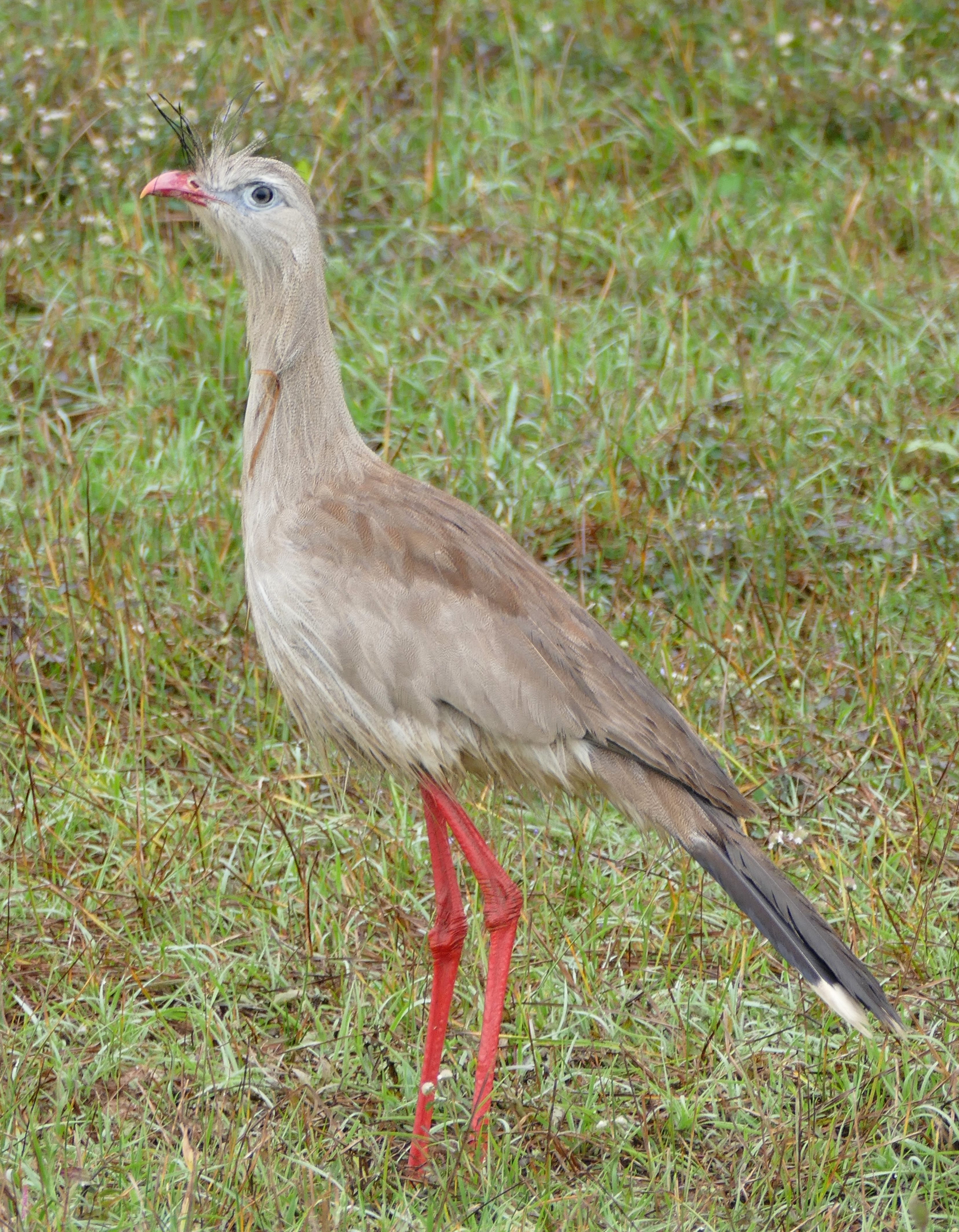
Cariama cristata (Mato Grosso, Brésil)

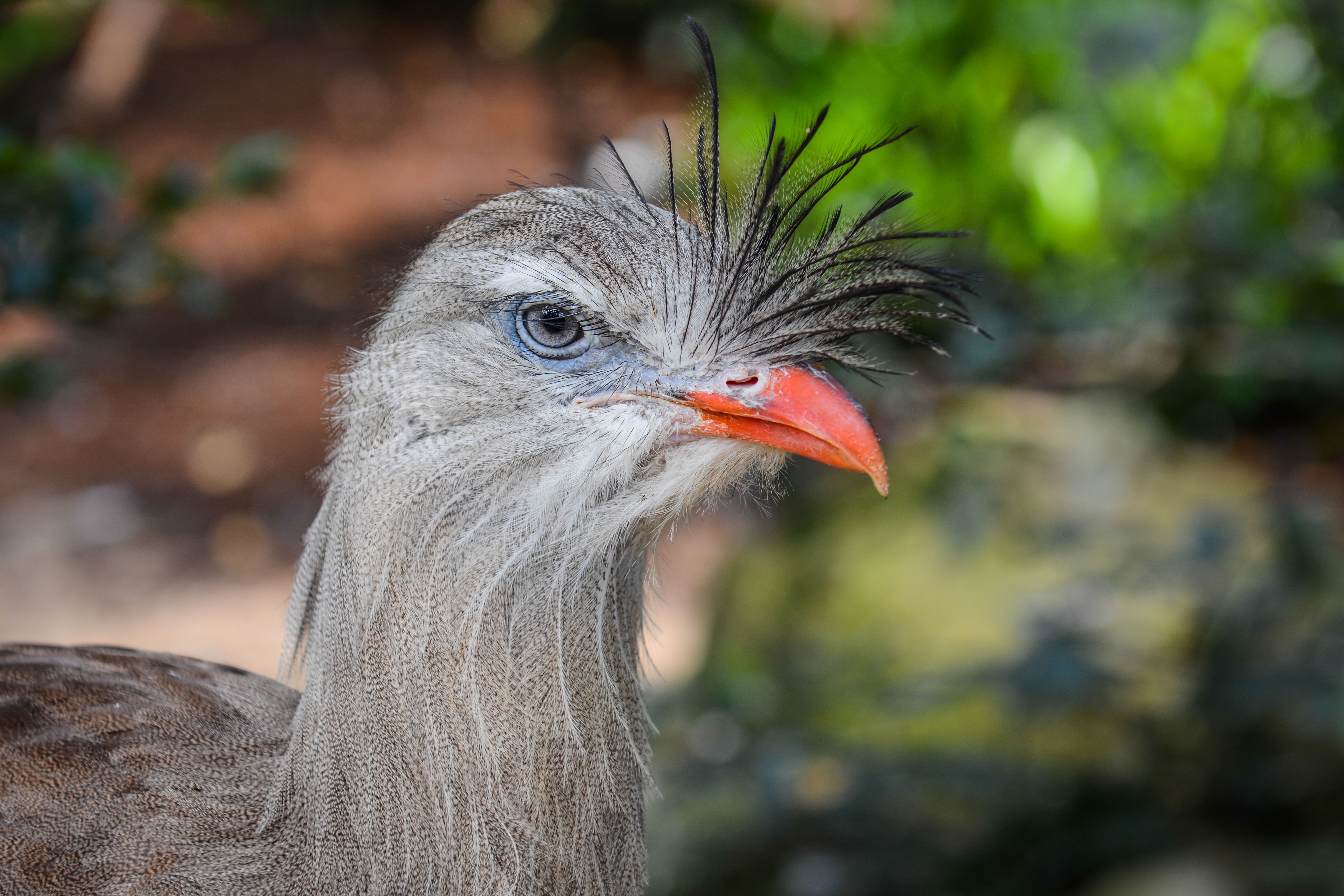
Huppe érectile

Le mâle et la femelle du Cariama huppé sont d’aspect semblable, le mâle étant toutefois légèrement plus gros.
Le dos des adultes est brun grisâtre avec de fines vermiculures. L’abdomen est blanchâtre. Les rémiges (de l’aile) et les rectrices (de la queue) sont barrées de noir et blanc.
La tête et le cou sont grisâtres. Le trait le plus saillant est la huppe, dressée à la base du bec, ce qui est unique parmi les oiseaux d’Amérique du Sud. Cette huppe est composée de fines plumes en permanence dressées vers l’avant, qui peuvent atteindre 10 cm de long. Les mâles ont des plumes de huppe plus longues. La peau entourant l’œil est bleutée. La paupière supérieure porte de longs cils noirs. Le bec rouge vif est robuste et crochu comme celui d’un rapace.
Les longues pattes et les doigts sont rougeâtres ou rouges. Les trois doigts vers l’avant sont courts et terminés par des griffes acérées alors que le doigt arrière est court et plus haut. Cette disposition anatomique empêche le cariama de saisir des proies avec les pattes. Mais ses griffes acérées sont utilisées pour maintenir la proie en place tandis que le bec crochu et puissant déchire la chair.
Le cou, les pattes et la queue sont longs mais les ailes sont courtes. Il mesure 90 cm de haut. Les adultes pèsent de 2,5 à 3 kg, les femelles sont légèrement moins lourdes.
Les juvéniles, de la taille des adultes, se distinguent de ceux-ci par la couleur du bec et des pattes qui sont d’abord grisâtres et noirâtres, puis orangé ne prenant la couleur rougeâtre-rouge qu’à l’état adulte.

## Comportement

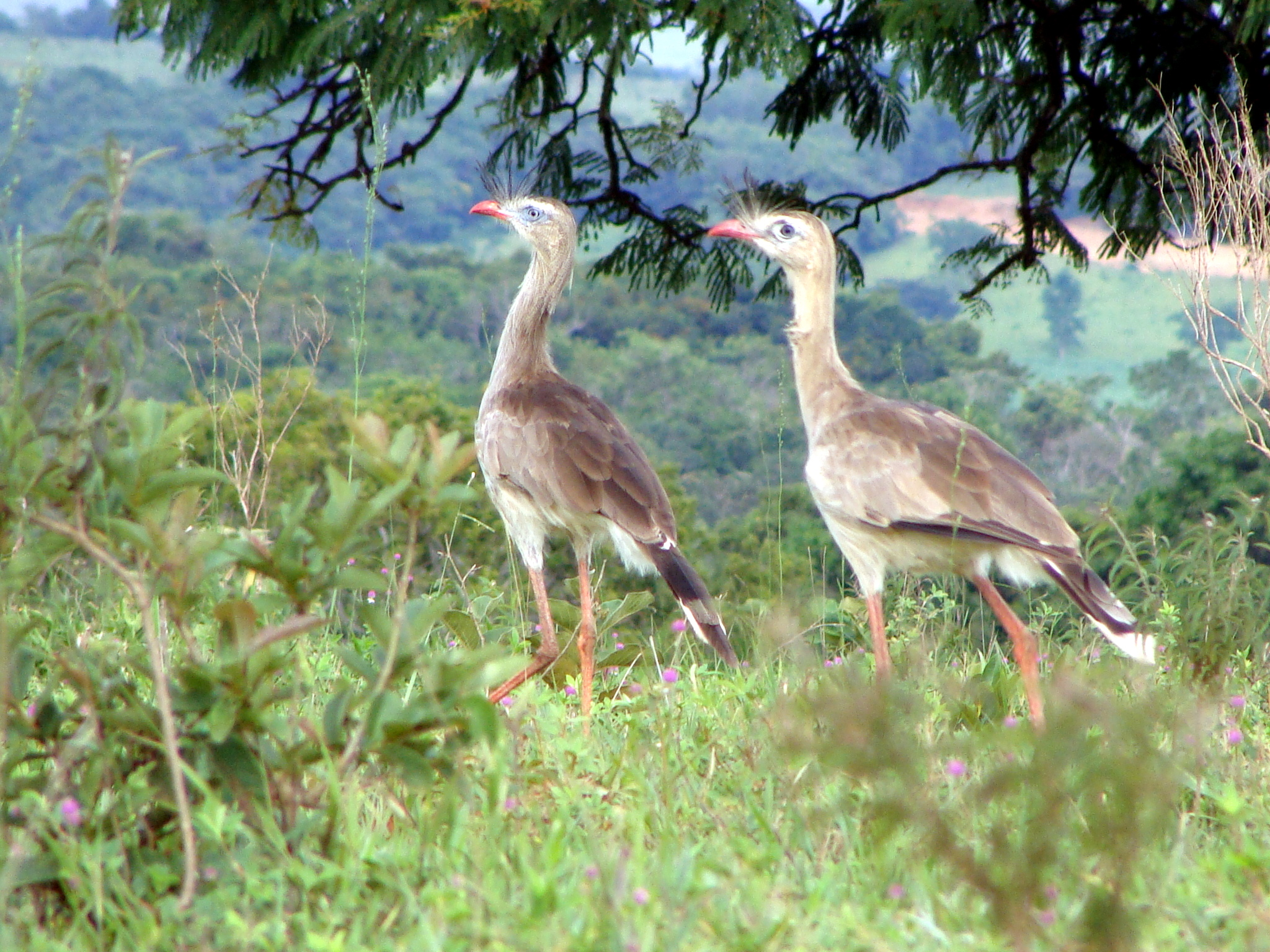
Couple

La cariama huppé est un oiseau vivant au sol, dans un habitat ouvert. Ses longues pattes en font un bon coureur qui face à un danger préfère généralement fuir à longues enjambées plutôt que s’envoler. Il peut être poursuivi par un véhicule tout terrain jusqu’à la vitesse de 25 km/h avant de s’envoler. Sa vitesse de pointe peut atteindre 70 km/h. Il ne s’envole que lorsqu’il ne peut pas distancer son poursuivant ou lorsqu’il veut se percher en hauteur (del Hoyo, 1996).
Ils ne s’envolent qu’occasionnellement et sur de courtes distances. Le vol est fait d’une série rapide de battements suivie de glissés. Ils ne recourent au vol que pour atteindre de hautes branches d’un arbre pour dormir ou pour échapper à un prédateur. Si son nid n’est pas trop haut, il saute dedans directement.
La nuit, ils dorment dans les arbres en groupe familiaux, perchés côte à côte sur la même branche. Au cours de la journée, ils prennent des bains de soleil et de poussière, couchés sur le côté comme s’ils étaient morts.

### Alimentation

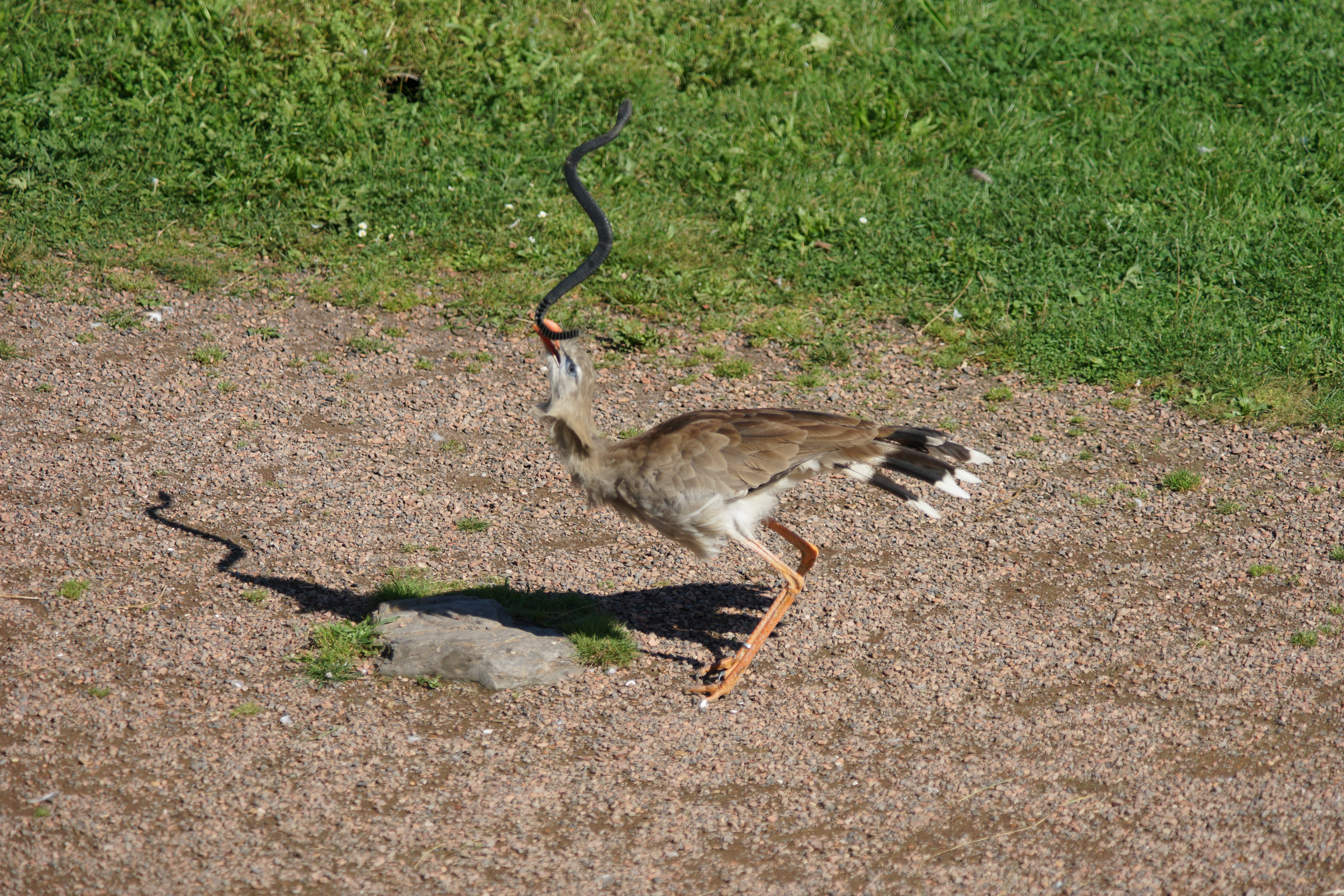
Projection d’un serpent sur une pierre

Les cariamas huppés sont des prédateurs par nature qui aiment chasser les insectes et les petits vertébrés au sol. Ils se nourrissent principalement d’arthropodes et de larves d’insectes, de reptiles, de lézards, de grenouilles et de petits vertébrés tels que les rongeurs. Mais ce sont aussi des oiseaux omnivores qui consomment des graines, des fruits sauvages et la résine des gommiers. Il se nourrit souvent seul ou en couple mais aussi en petits groupes familiaux.
Quand le cariama a attrapé un petit animal, il le saisit dans son bec et le projette violemment au sol, de préférence sur une pierre. Il tient ensuite la proie avec une patte et arrache de petites bouchées avec le bec.

### Chant
Le chant du cariama huppé se reconnait facilement de loin, par sa puissance exceptionnelle et sa série de « jappements ». C’est une longue séquence de jappements sonores qui forment des phrases variables en tonalité.
Le chant est composé de trois parties, toutes ne sont pas toujours chantées ensemble. La hauteur des notes assez élevée reste presque constante, la fréquence fondamentale maximum est à 1,2-1,3 kHz. La durée des notes est de 0,15-0,16 s.
Le chant est si puissant qu’il peut être entendu à des kilomètres à la ronde dans un milieu ouvert.
Dans un couple, les deux sexes chantent, non pas en chœur mais plutôt alternativement.
Pour chanter, le cariama monte souvent sur une termitière de Cornitermes cumulens (S-O Brésil), une clôture ou un arbre bas. Il dresse le cou, le bec largement ouvert pointant vers le haut, et accompagne chaque modulation de son chant d’un mouvement vertical du cou.

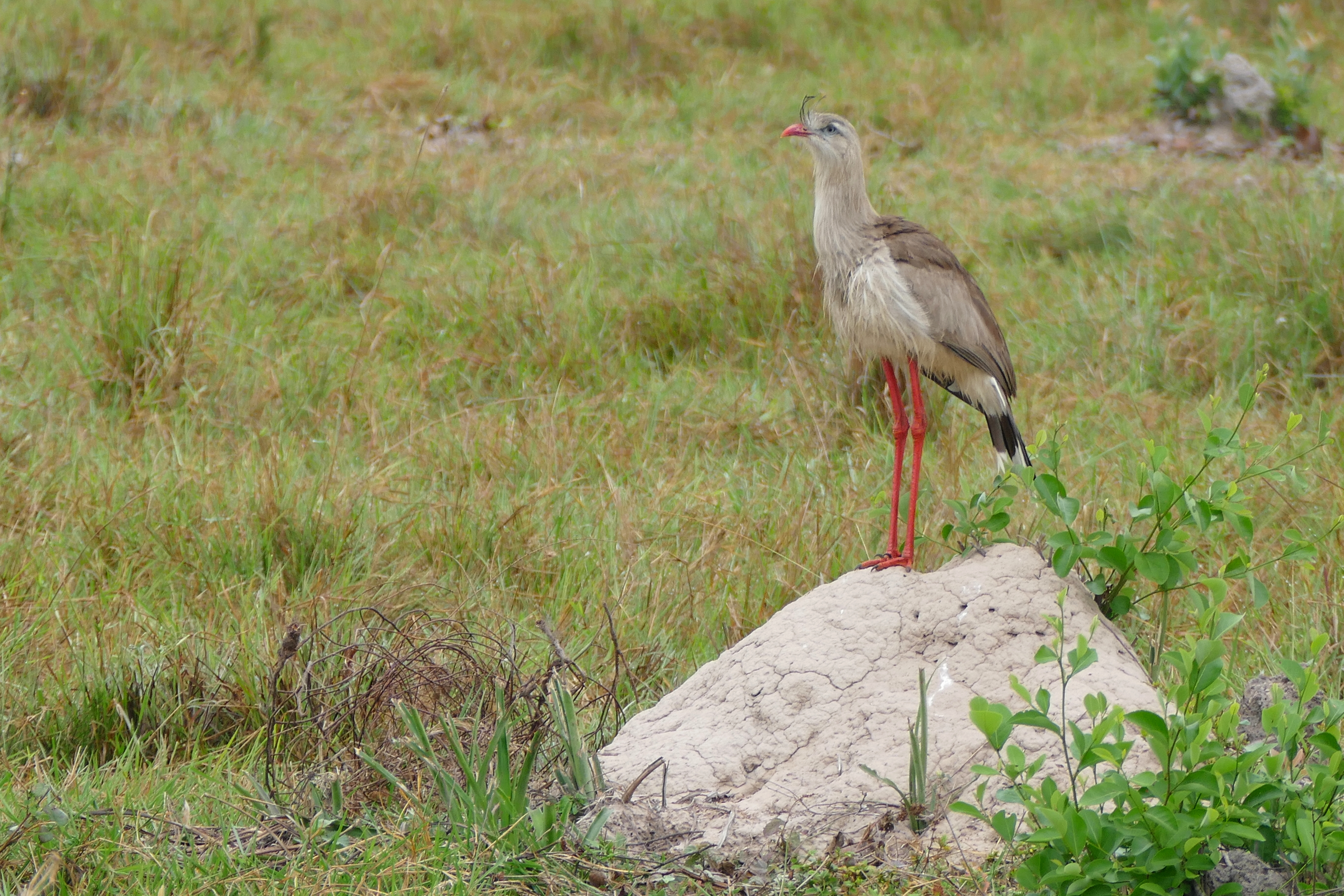
Cariama sur une termitière (Mato Grosso, Brésil)
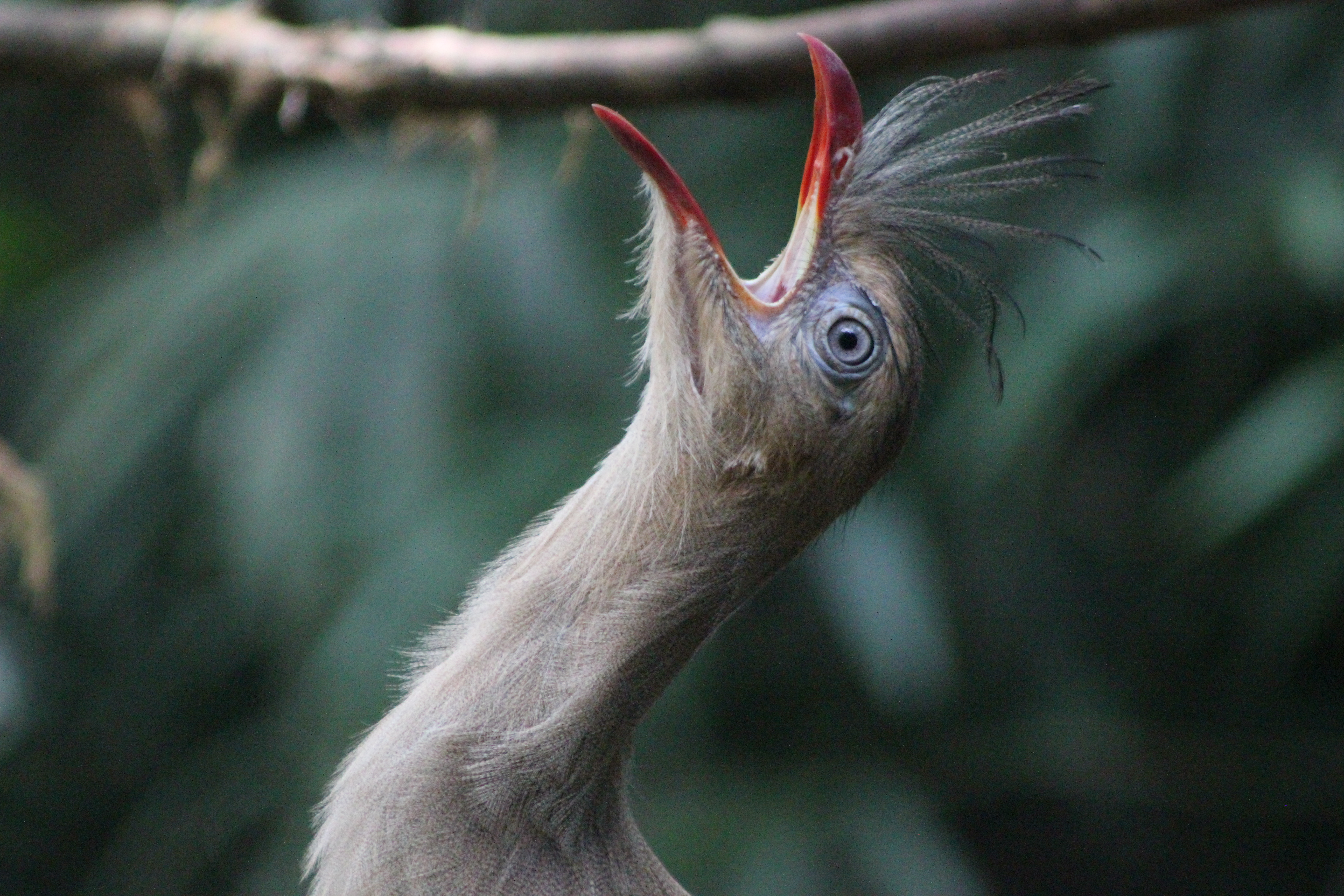
Vocalises à gorge déployée
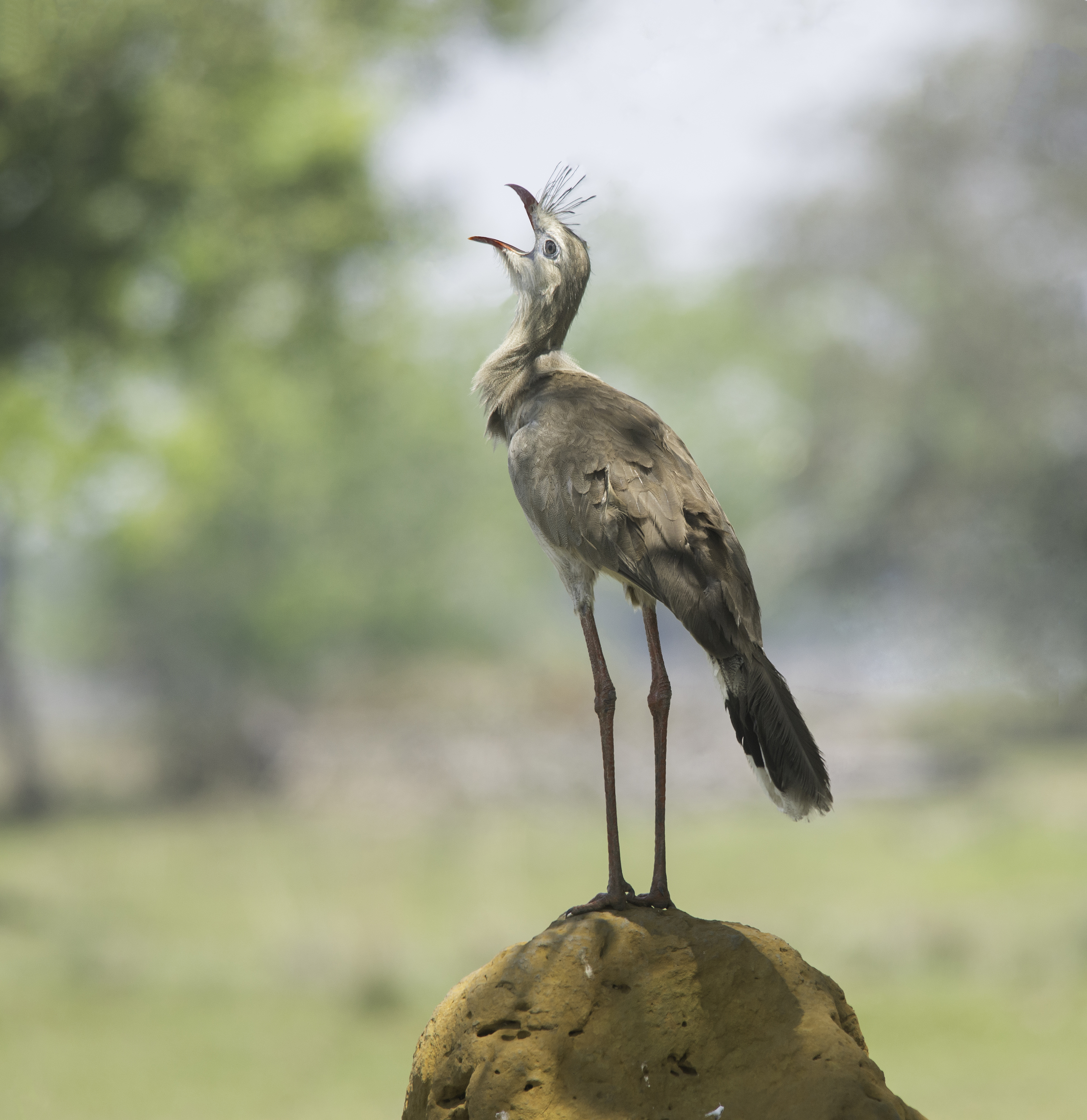
Position de chant

La population locale gardent parfois des cariamas dans leur poulailler pour être averti par leur chant puissant à l’approche d’un prédateur.

### Reproduction

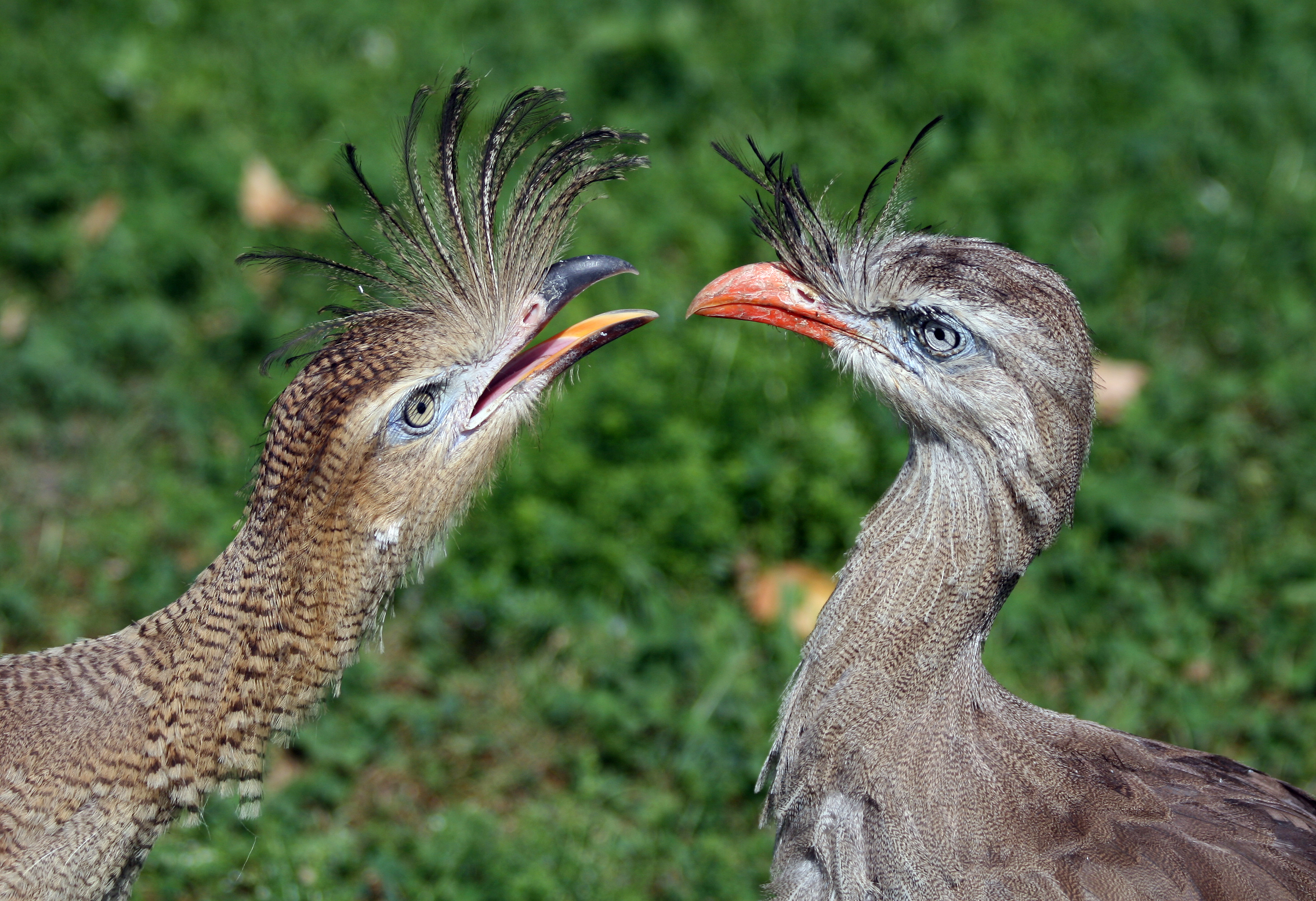
Juvénile (bec noir) et adulte

Le mâle parade à la saison de reproduction. Il expose ses rémiges barrées de noir et blanc, comportement qui ressemble à celui de certains Phasianidés. Dans certaines parades, le mâle effectue une marche cérémonieuse en se pavanant, tout en dressant ses longues plumes de l’arrière du cou et en pointant le bec vers le sol. L’accouplement à lieu en septembre (dans le cerrado au sud-ouest du Brésil). Le couple est monogame.
Le nid, fait de brindilles, est tapissé de feuilles et de boue ou de bouse de vache. Il est construit dans les arbres entre 1 et 5 m de haut. Deux œufs blancs, légèrement rosés et tachés de brun sont déposés par la femelle. Le couple se partage la couvaison pendant 26 jours. Parfois un seul des oisillons est élevé et alimenté par ses parents qui lui apportent lézards et serpents. Les jeunes quittent le nid au bout de 15 jours. Ils vont alors suivre leurs parents sur le sol et commencer à voler à un mois. Il leur faudra 4 à 5 mois pour obtenir le plumage adulte.

## Répartition et habitat

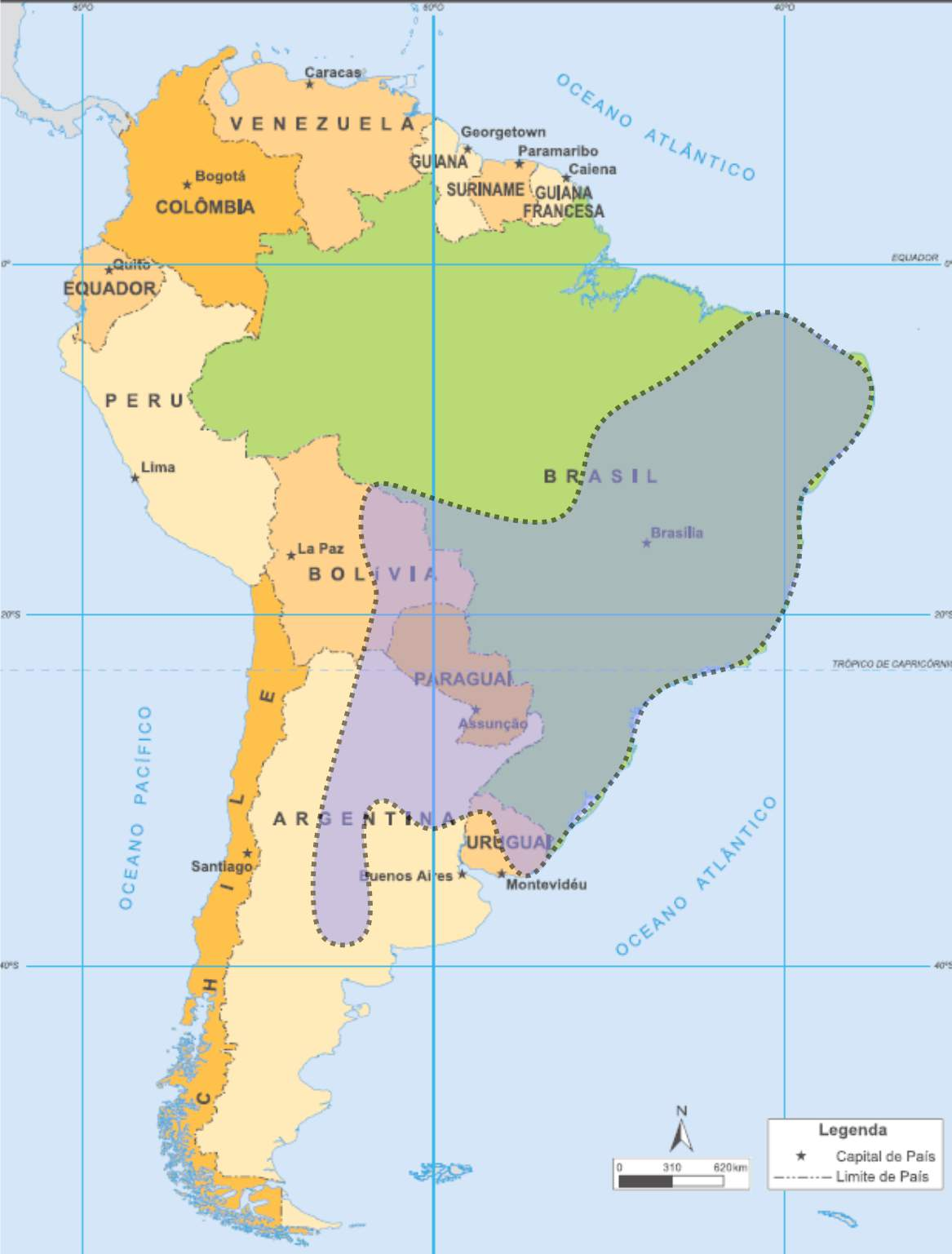
Distribution du Cariama huppé (zone ombrée)

Le cariama huppé fréquente les prairies sèches (cerrado) du Centre et de l’Est du Brésil, dans l’Est de la Bolivie, le Centre de l’Argentine et l’Uruguay.
Il se rencontre dans les zones semi-arides et assez sèches comme les broussailles épineuses et les zones boisées semi-arides, les savanes, les régions d’élevage ainsi que les collines herbeuses près des bois. Il est présent depuis le niveau de la mer jusqu’à 2 000 m d’altitude en Argentine et au sud-est du Brésil.
On peut aussi voir le Cariama huppé dans le reste du monde, dans les jardins zoologiques et les élevages privés.
Actuellement, l’espèce n’est pas menacée, même si elle est assez rare en Uruguay.

## Album photographique

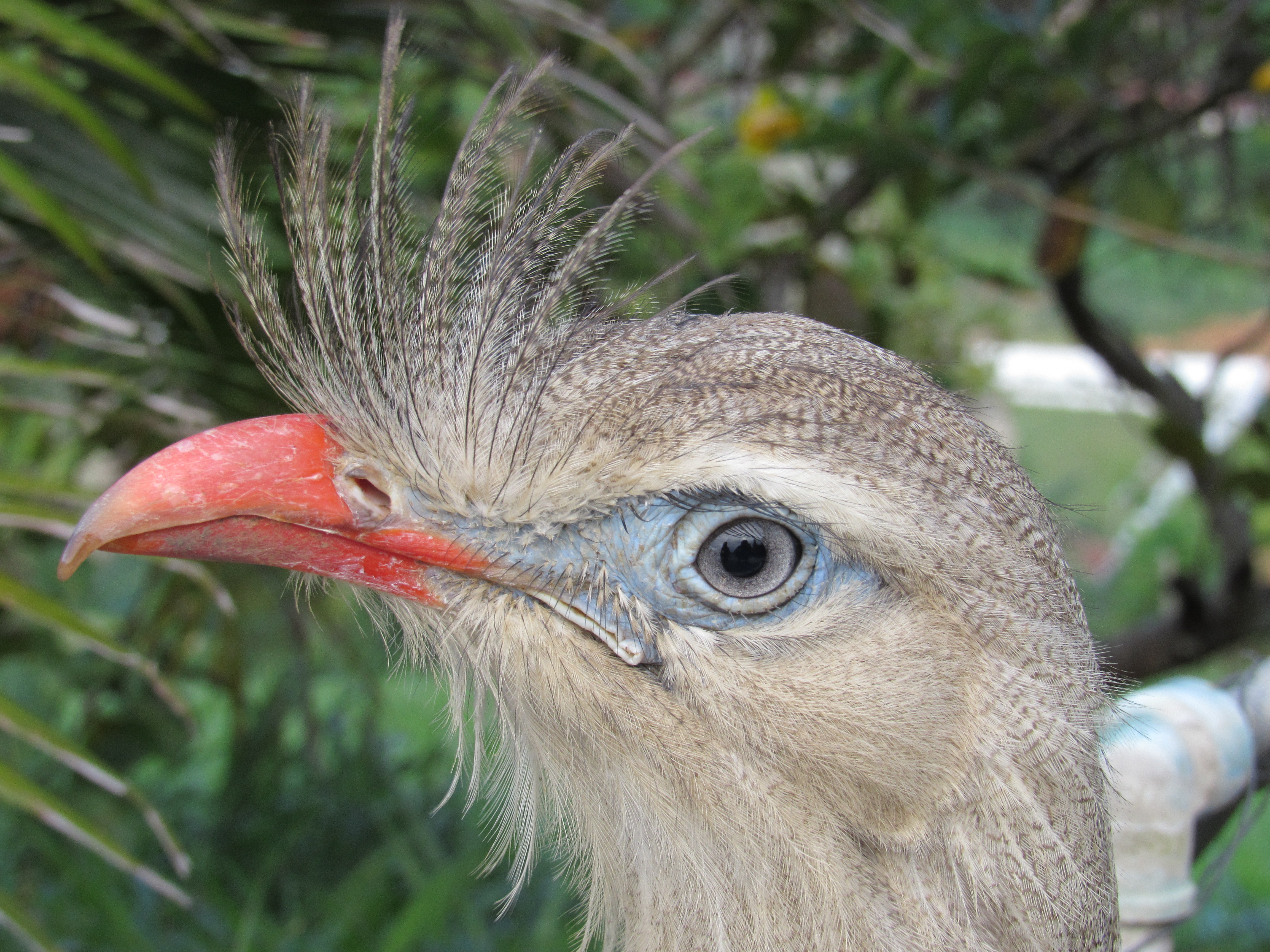
Portrait
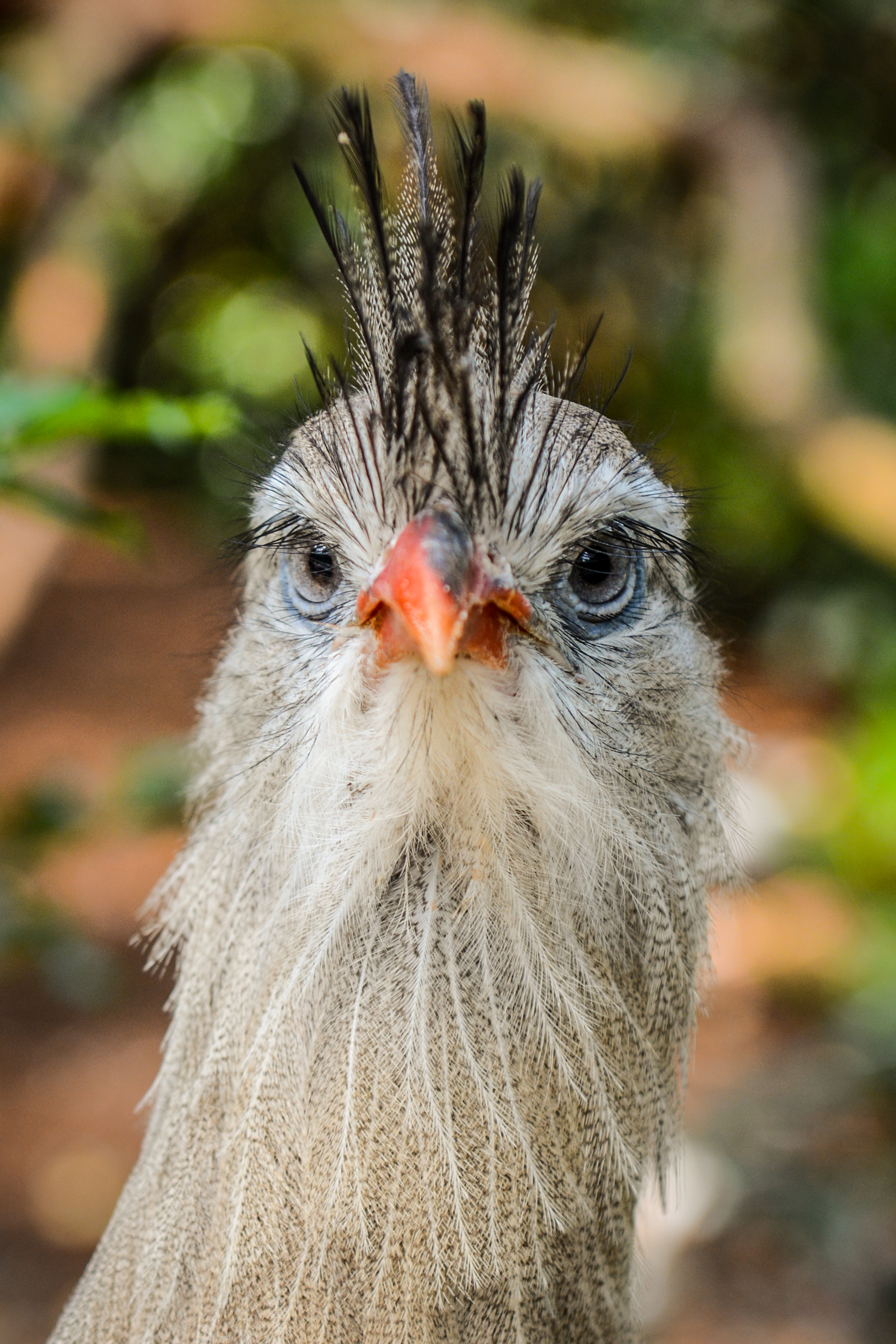
Vue frontale
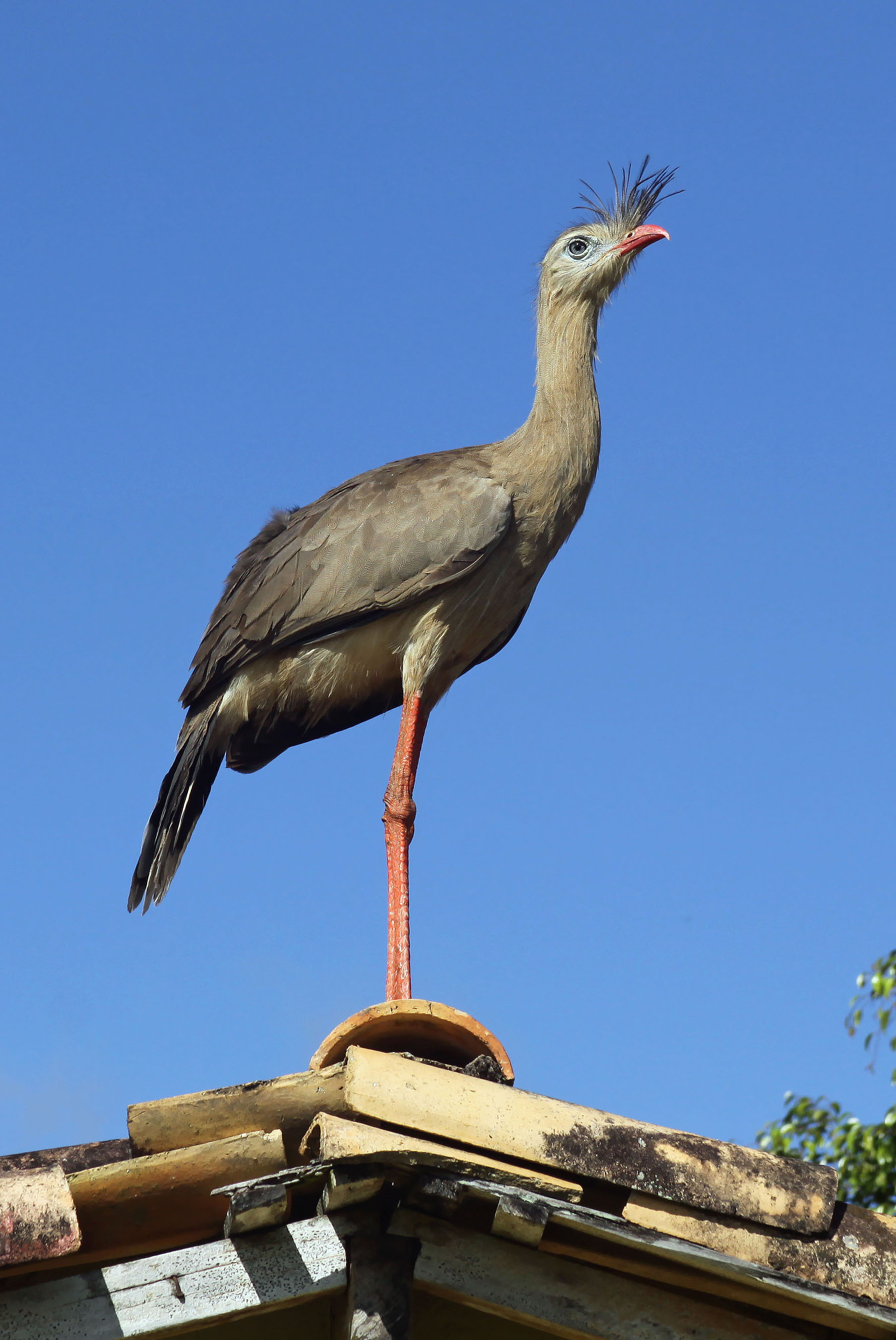
Cariama huppé, Minas Gerais
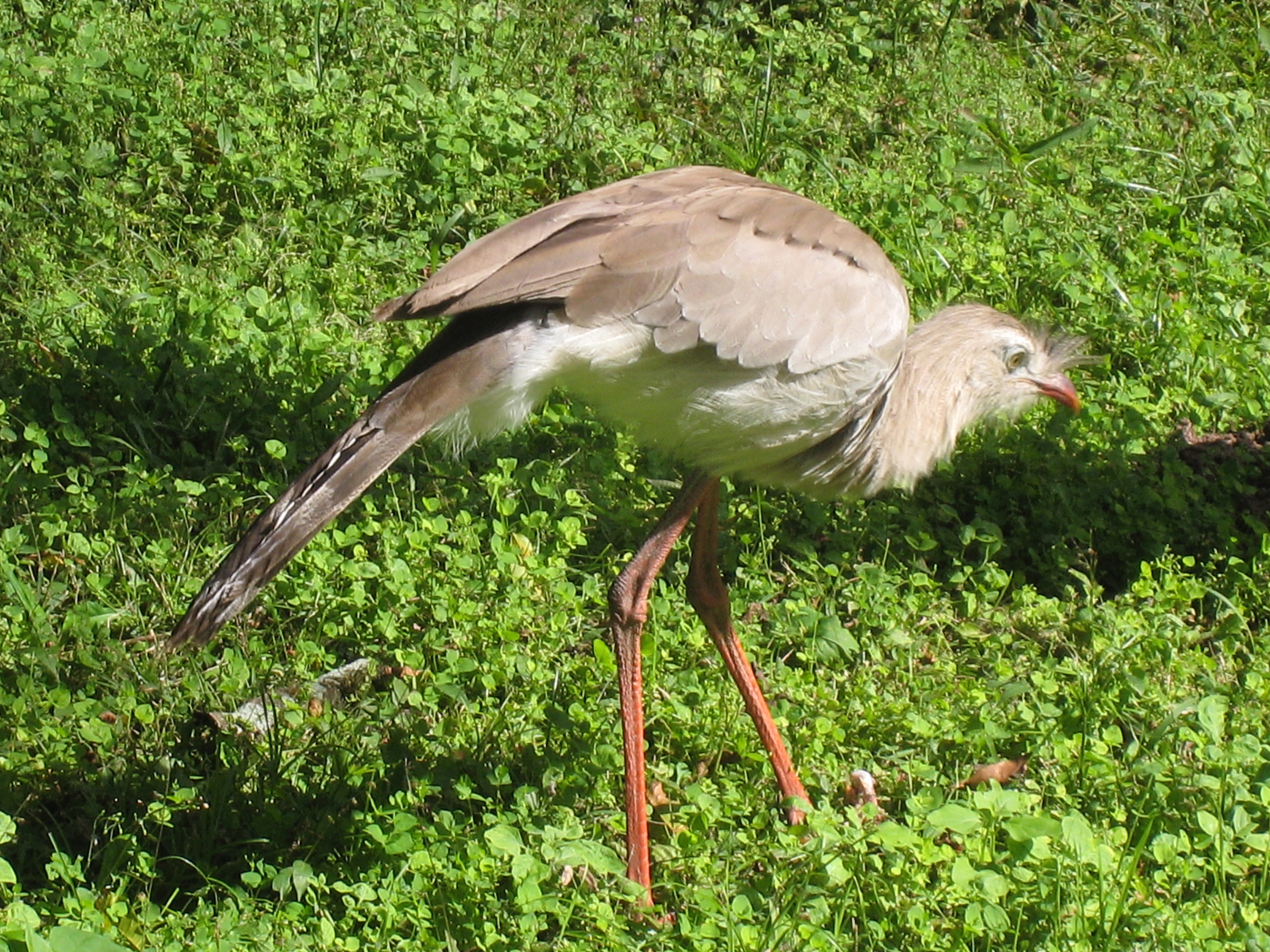
Chasse d’insectes
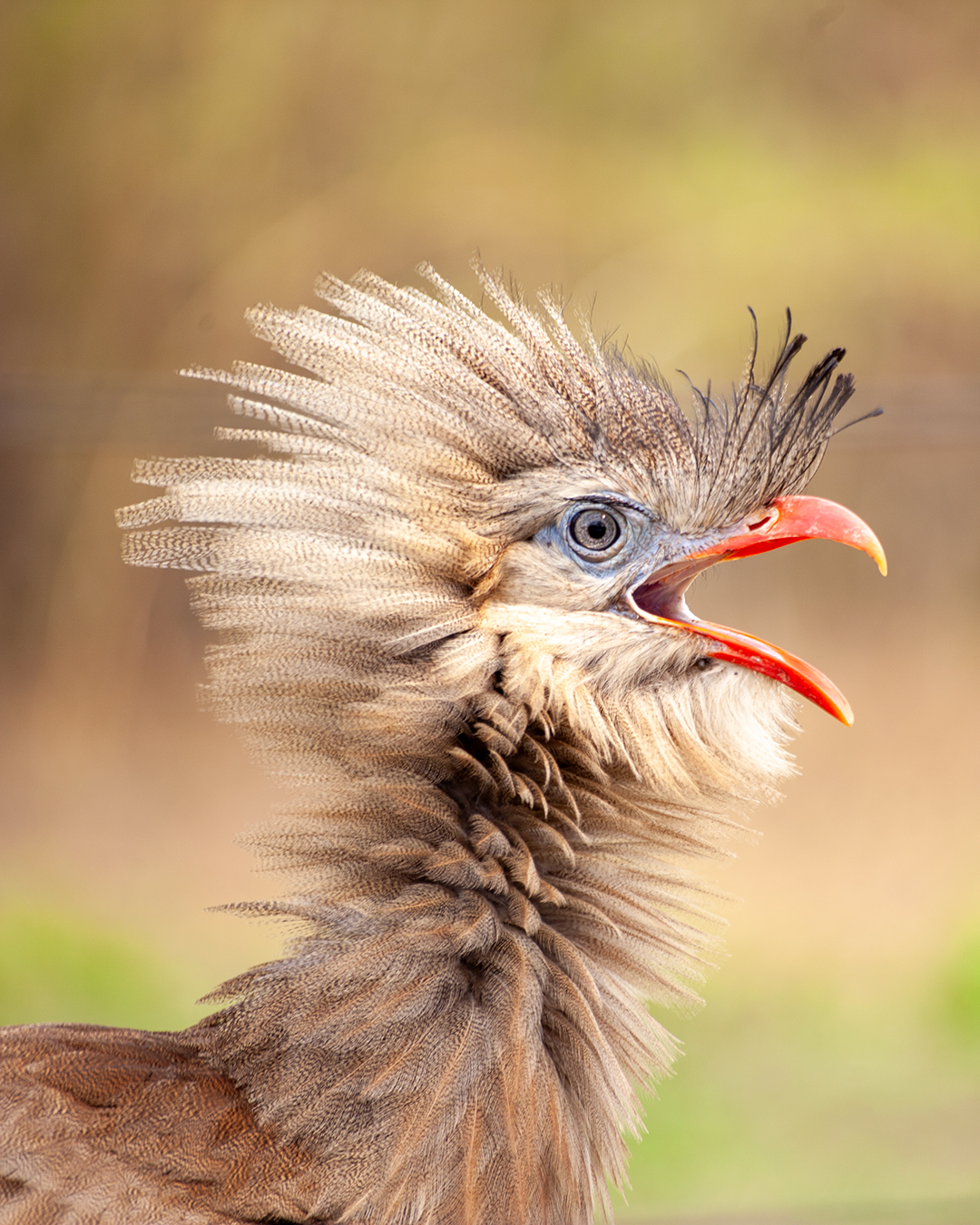
Cariama cristata en posture d'intimidation avant une attaque.